# Joseph Carcome-Lobo
Joseph Carcome-Lobo, né en 1756 à Ameixoeira, est un général de division portugais membre de la légion portugaise lors de la révolution française.

## Biographie
Il vient d'une vieille famille de militaires portugais. En août 1774 à l'âge de 19 ans, il s'enrôle dans le régiment d'infanterie de Lippe. En 1778, il est transféré dans un régiment d'infanterie à Setúbal. À partir de 1781, il sert dans le régiment Armada sur le cuirassé «Santo Antonio» et les frégates «Bom Despacho» et «Cisne».
En avril 1794, il est transféré dans le régiment d'infanterie de Cascais avec le grade de capitaine. Le 25 avril 1794, major dans un régiment d'infanterie, il prend part à la guerre du Roussillon contre les Français. Le 17 décembre 1795, il devient commandant du 2e Régiment d'infanterie et il est nommé Colonel en 1797.
En 1801, il participe à la Guerre d'indépendance espagnole sous le commandement du général Gomez Freyre. Il combat à Arronches. Il participe à la retraite de l'armée portugaise à Portalegre et il est capturé par les Espagnols à la bataille de Flor de Rosa.
Il est promu Général de Brigade le 1er août 1808, après la capture de Lisbonne par les troupes françaises du général Jean-Andoche Junot. Il contribue à la formation de la Légion portugaise. Au cours de la campagne d'Allemagne et d'Autriche  en 1809, il commande une brigade (1er, 2e et 3e bataillons d'infanterie de la légion portugaise) dans le cadre de la 3e Division d'infanterie du général Nicolas-Charles Oudinot. Il combat à la bataille de Wagram, où il reçoit une balle dans le bras gauche, le 4 octobre 1810. 
Il devient Général de Division le 4 octobre 1810, et Napoléon lui donne le commandement en chef de la Légion portugaise. En 1811, la légion portugaise est réorganisée en cinq régiments d'infanterie et deux régiments de cavalerie. Il participe à la bataille de Smolensk les 16 et 17 août 1812 et à la bataille de la Moskova le 7 septembre 1812. En 1813 la légion portugaise est dissoute.
En décembre 1814, il quitte le service français et retourne au Portugal.